# Ouren (Burg-Reuland)
Pour la ville en Russie, voir Ouren.
Ouren (Uren/Urren en Luxembourgeois) est un hameau de la commune belge de Burg-Reuland située en Communauté germanophone de Belgique et Région wallonne dans la province de Liège.
Situé sur l'Our, il a la particularité d’être proche du tripoint Allemagne-Belgique-Luxembourg.

## Géographie
Ouren est situé dans un méandre de l’Our, un affluent de la Sûre, à l’extrême Sud de la commune, dans une enclave en territoires luxembourgeois et allemand. Le tripoint Allemagne-Belgique-Luxembourg (50° 07′ 47″ N, 6° 08′ 16″ E) se trouve dans l’Our, tout au sud de l’enclave, la rivière faisant office de frontières avec l’Allemagne sur une majeure partie de son trajet.

## Histoire
Le 10 mai 1940, les armées allemandes envahissent simultanément les Pays-Bas, la Belgique et le Luxembourg pour affronter la France et la Grande Bretagne. C'est ainsi qu'à Ouren, les Allemands de l'Aufklärungsabteilung 32, qui éclairent la 32. Infanterie-Division dont l’objectif est de traverser la Meuse à Givet, franchissent la frontière à 11 h 40.

## Curiosités
- Les ruines du château
- L'église Saint-Pierre

## Galerie

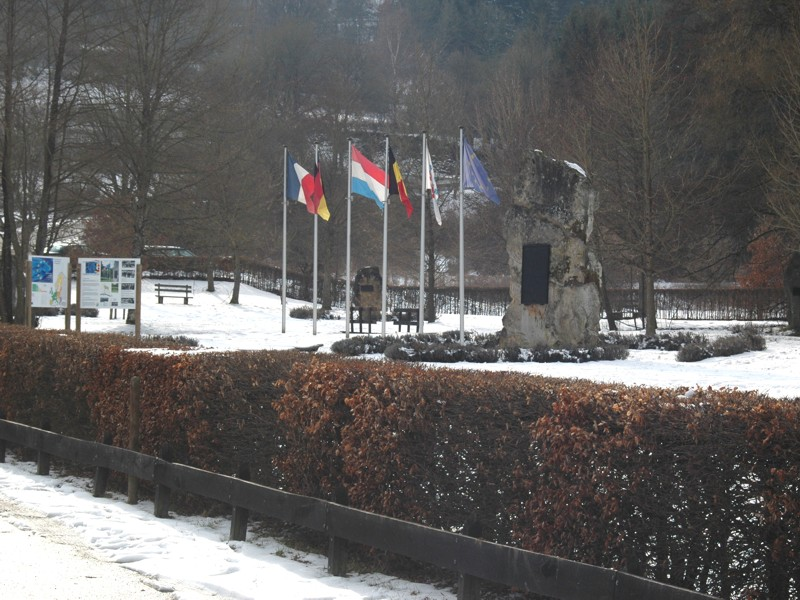
Trois frontières : tripoint Allemagne-Luxembourg-Belgique (bornes no 52 en pierre)
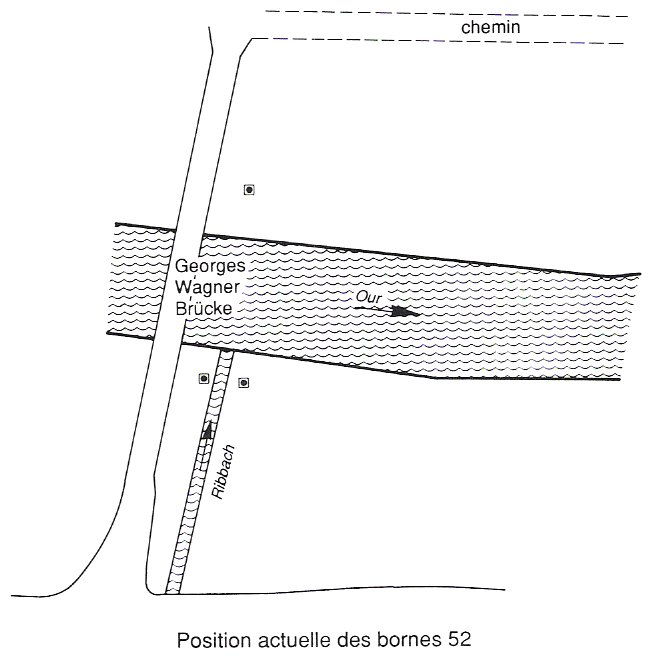
Trois bornes pour déterminer le point dans l’Our (bornes no 52)
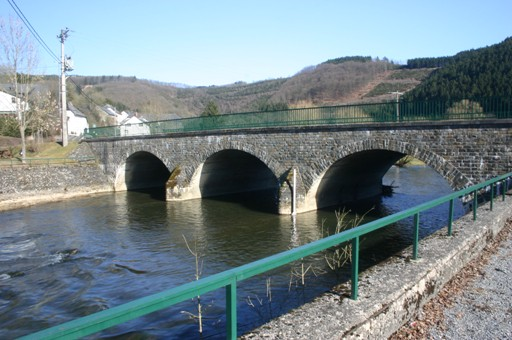
Pont sur l'Our
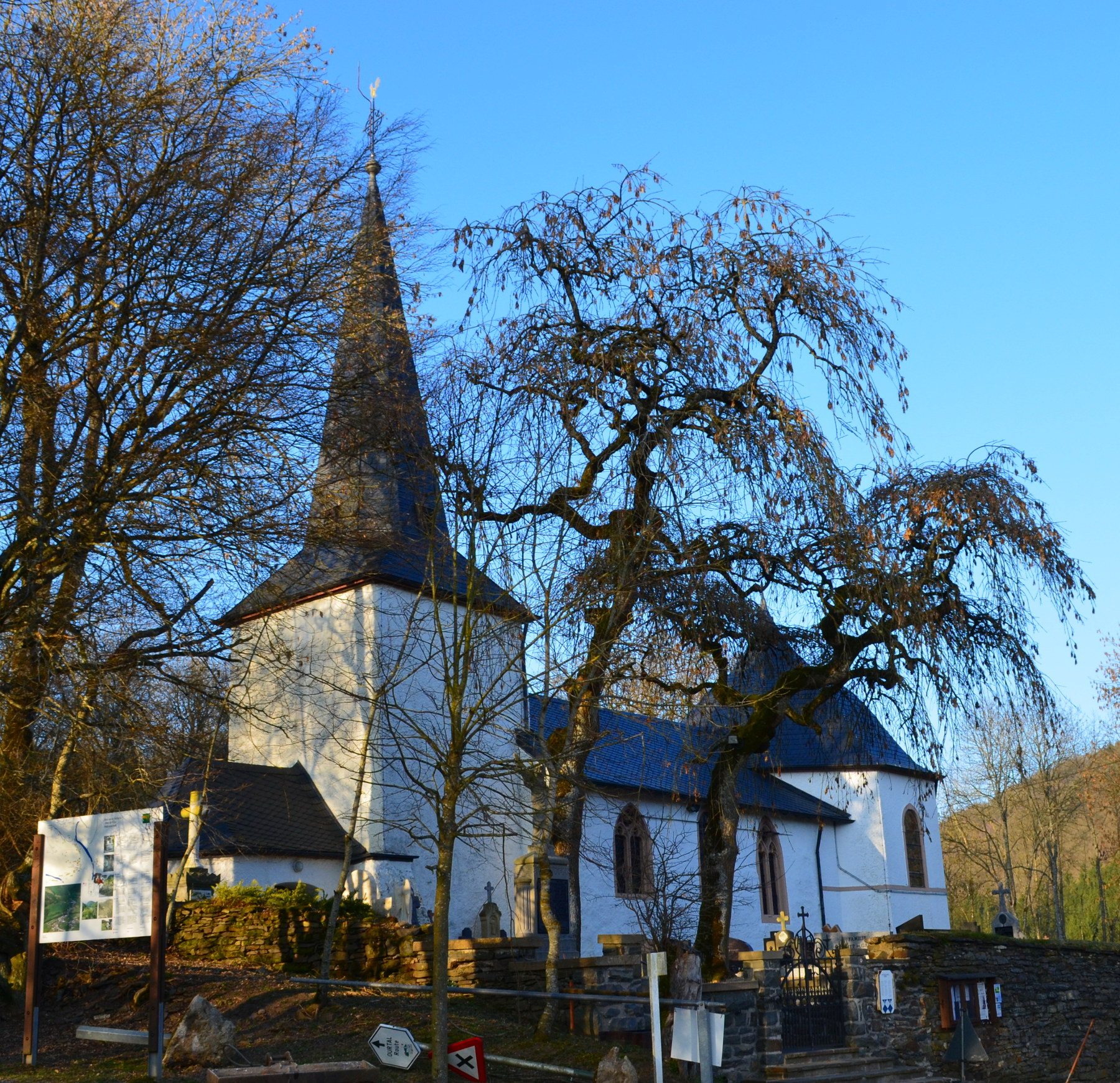
L'église Saint Pierre (Peterskirche)